# 幅移键控
振幅偏移調變，又稱幅移键控、振幅鍵移（英語：Amplitude-shift keying，ASK）是通过载波的振幅变化来表示数字信号的一种幅度调制方式。在一个ASK系统中，二进制符号1会通过一个固定振幅、固定频率的载波信号来表示。这一载波信号会持续T秒。如果信号的值为1，就会传输载波信号，反之则不会传输载波信号。

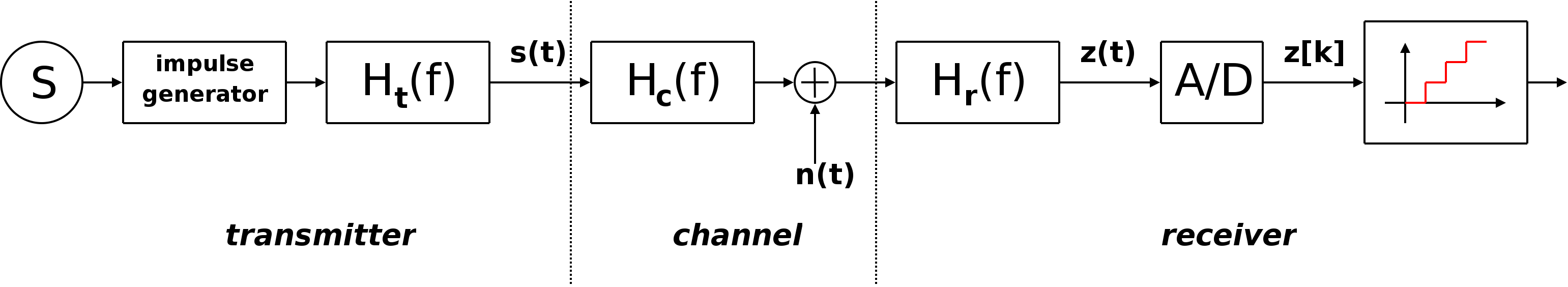
ASK示意圖